# Eddy Matalon
Eddy Matalon (Marsella, 11 de setembre 934) és un productor, director i guionista de cinema francès, que ha treballat sovint amb els pseudònims de Jack Angel o Eddy Greenwood.

## Filmografia
Ajudant de director
- 1963 : Tante Aurore viendra ce soir de Claude Pierson

Productor
- 1971 : Tous risques de Jacques Doillon (documental)
- 1977 : Une si gentille petite fille
- 1978 : New York blackout
- 1989 : Thank You Satan d'André Farwagi
- 1993 : Deux doigts de meurtre

Director
- 1954 : À propos d'une star
- 1966 : Le Chien fou
- 1968 : Quand la liberté venait du ciel
- 1968 : Spécial Bardot
- 1970 : L'Île aux coquelicots codirigida amb Salvatore Adamo
- 1970 : Trop petit mon ami
- 1975 : La Bête à Plaisir com a Jack Angel
- 1977 : Une si gentille petite fille
- 1978 : Teenage Teasers
- 1978 : New York blackout
- 1979 : Brigade mondaine : La Secte de Marrakech
- 1980 : T'inquiète pas, ça se soigne
- 1983 : Prends ton passe-montagne, on va à la plage
- 1993 : Deux doigts de meurtre
- 1994 : De Serge Gainsbourg à Gainsbarre de 1958 - 1991

Guionista
- 1964 : À propos d'une star
- 1966 : Le Chien fou
- 1974 : Et avec les oreilles qu'est-ce que vous faites?
- 1977 : Une si gentille petite fille
- 1978 : New York blackout
- 1980 : T'inquiète pas, ça se soigne
- 1983 : Prends ton passe-montagne, on va à la plage
- 1993 : Deux doigts de meurtre
- 2002 : Partners in Action